# 5 Songs in einer Nacht
5 Songs in einer Nacht ist ein Lied des deutschen Rappers Capital Bra. Der von The Cratez produzierte Song ist die erste Singleauskopplung aus seinem vierten Studioalbum Berlin lebt.

## Hintergrund
Capital Bra kündigte Ende März 2018 sein viertes Studioalbum Berlin lebt an. Als erste Single erschien 5 Songs in einer Nacht am Abend des 6. Aprils 2018. Das zugehörige Musikvideo erschien einen Tag später. Das Musikvideo wurde mehr als 77 Millionen Mal aufgerufen. (Stand: Januar 2025)

## Rezeption

### Charts und Chartplatzierungen
5 Songs in einer Nacht konnte sich in der 15. Kalenderwoche des Jahres 2018 auf der eins der deutschen Singlecharts platzieren. Für Capital Bra ist dies der erste Nummer-eins-Hit in Deutschland, für das Produzenten-Duo The Cratez die zweite Nummer-eins-Single. Der Song verblieb für 21 Wochen in den deutschen Charts. In Österreich konnte sich die Single auf Platz zwei und in der Schweiz auf Position acht platzieren; bis dato Capital Bras jeweils höchste Single-Chartplatzierungen.
| ChartsChartplatzierungen | Höchstplatzierung | Wochen |
| ------------------------ | ----------------- | ------ |
| Deutschland (GfK)        | 1 (21 Wo.)        | 21     |
| Österreich (Ö3)          | 2 (15 Wo.)        | 15     |
| Schweiz (IFPI)           | 8 (9 Wo.)         | 9      |

Auf der Streamingplattform Spotify wurde die Single mehr als 80 Millionen Mal aufgerufen (Stand: März 2025).

### Auszeichnungen für Musikverkäufe
Im November 2019 wurde 5 Songs in einer Nacht in Deutschland mit einer Goldenen Schallplatte für über 200.000 verkaufte Einheiten ausgezeichnet.
| Land/Region        | Auszeichnungen für Musikverkäufe (Land/Region, Auszeichnung, Verkäufe) | Verkäufe |
| ------------------ | ---------------------------------------------------------------------- | -------- |
| Deutschland (BVMI) | Gold                                                                   | 200.000  |
| Insgesamt          | 1× Gold ·                                                              | 200.000  |